# Peter Issler

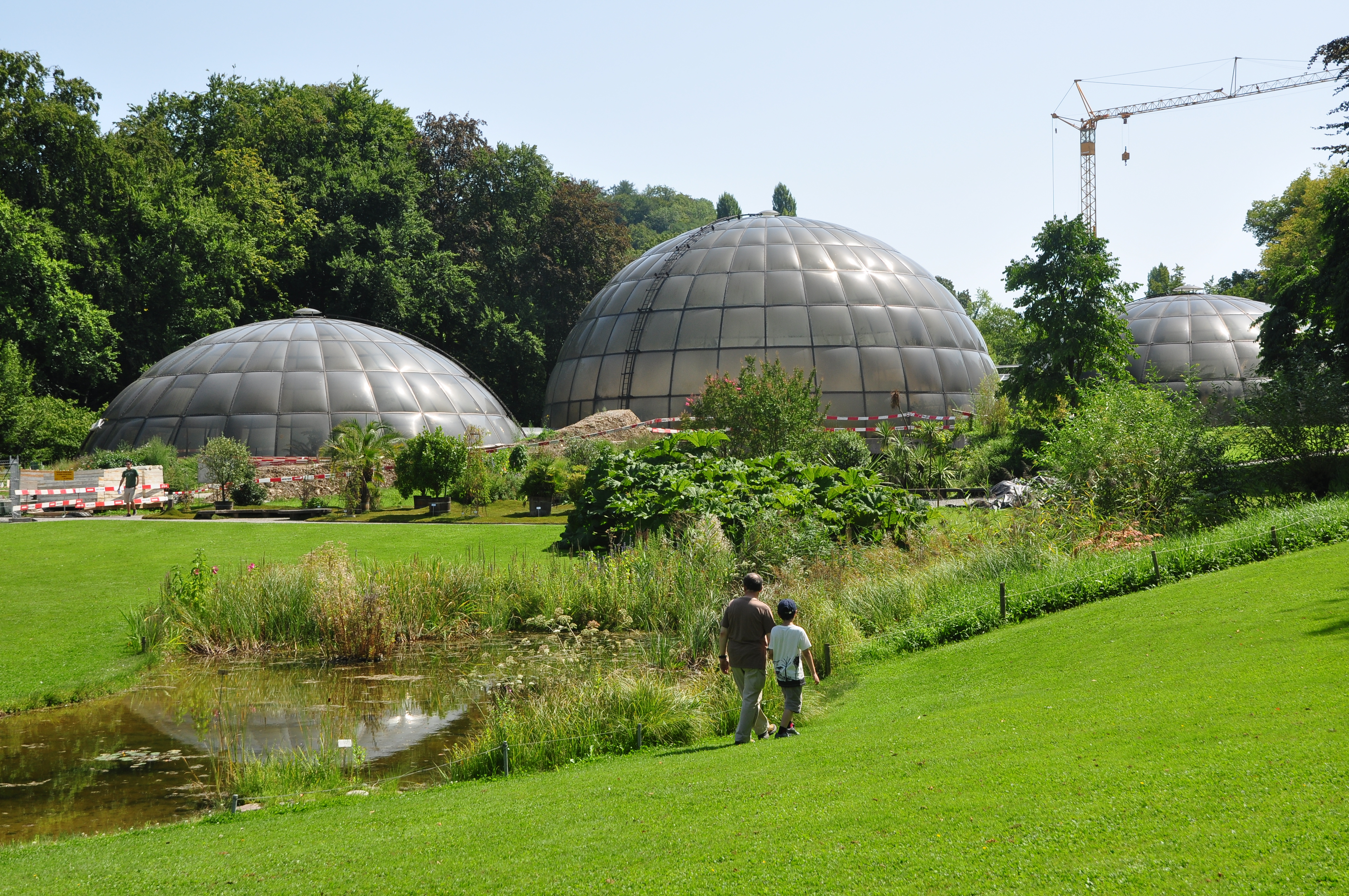
Botanischer Garten Zürich, 1977

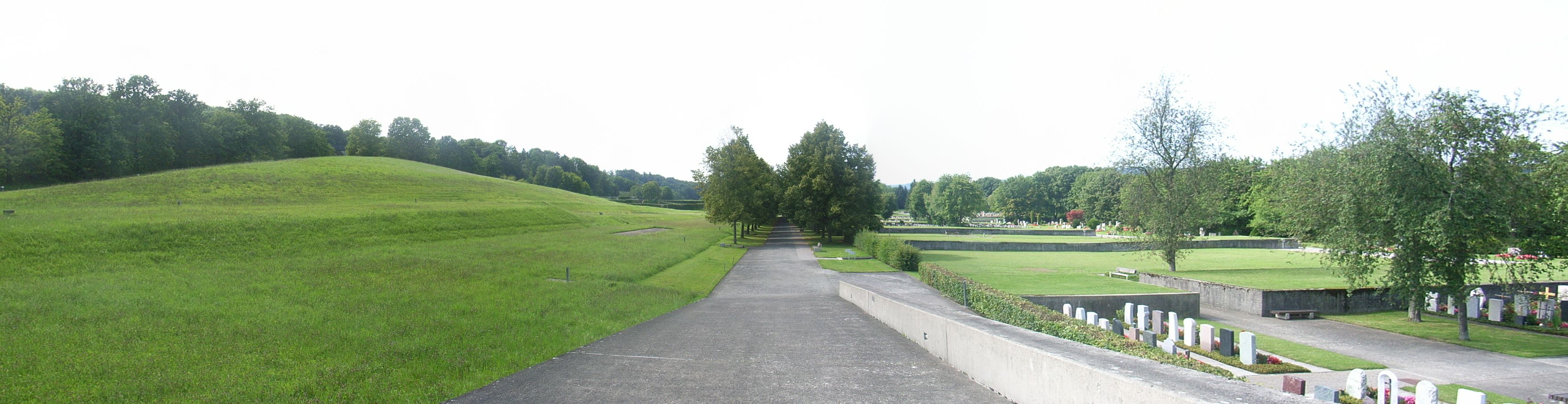
Friedhof Eichbühl, 1968

Peter Issler (* 14. April 1922 in Celerina; † 31. Oktober 2010 in Zürich) war ein Schweizer Architekt.

## Leben und Werk
Peter Issler kam 1922 in Celerina im Oberengadin zur Welt. Er besuchte das Gymnasium in Chur und studierte ab 1943 in Zürich an der ETH Architektur. Als Student machte er zwei Praktika im 1945 neugegründeten Architekturbüro von Hans und Annemarie Hubacher-Constam (Hans und Annemarie Hubacher) in Zürich, worauf er 1948 als einer der ersten Mitarbeiter ins junge Büro einstieg. Ab 1960 zeichnete er als Partner des Büros Hubacher und Issler. 1991 zog sich Peter Issler aus dem aktiven Berufsleben zurück.
Im Lauf von mehr als vierzig Jahren verwirklichte das Büro Hubacher  und Issler neben vielen Wohnhäusern, Gewerbe- und Hotelbauten auch eine beträchtliche Anzahl öffentlicher Gebäude: ausser Schulen, Kirchen und Wohnheimen zum Beispiel das Strandbad Mythenquai, das Völkerkundemuseum sowie den Friedhof Eichbühl in Zürich. Besonders am Herz lagen Peter Issler die reformierten Diasporakirchen in der Innerschweiz, welche er in Zusammenarbeit mit dem protestantisch-kirchlichen Hilfsverein verwirklichen konnte. Auch die zeichenhaften Schauhäuser des Botanischen Gartens Zürich entstammen seinem Stift.
Zusammen mit Annemarie Hubacher befasste sich Peter Issler mehrheitlich mit Entwurf und Planung, während Hans Hubacher vor allem das Büro gegen aussen vertrat und Akquisition betrieb. Die Bauten des Büros zeichnen sich nicht durch einen wiedererkennbaren Formenkanon aus, vielmehr überzeugen sie durch eine gelungene Antwort auf die vorgefundene Situation, womit sie einen starken Halt in ihrem Umfeld erfahren. Der formale Ausdruck ist dabei immer an die wenigen verwendeten Materialien gebunden, welche niemals nur dekorativer, sondern immer integraler Bestandteil der Architektur sind. 
Mehrfach fand eine enge Zusammenarbeit mit dem Landschaftsarchitekten Fred Eicher statt. Wichtig war den Architekten die Kunst am Bau; die Zusammenarbeit mit Künstlerinnen und Künstlern erstreckte sich oft über viele Jahre. Auch auf die sorgfältige fotografische Dokumentation der Bauten durch namhafte Fotografen wurde Wert gelegt.
Dass Peter Issler nach dem Studium nicht ins Engadin zurückkehrte, verdankte er seiner Frau Ruth Issler-Fuchs, Modegrafikerin und Künstlerin, die er in Zürich kennengelernt hatte, aber auch den interessanten Arbeitsmöglichkeiten, die sich in Zürich und Umgebung eröffneten. Ein Leben lang blieb er jedoch dem Engadin verbunden, beobachtete mit Interesse und mitunter mit Sorge die bauliche Entwicklung in seinem Heimattal. 
Neben seiner beruflichen Arbeit engagierte er sich in seiner Wohngemeinde Küsnacht unter anderem als Mitglied der Kirchenpflege bzw. der Baukommission. Er spielte Querflöte und nahm bis ins hohe Alter Flötenunterricht.

## Werke (Auswahl)
- Strandbad Mythenquai, Zürich 1952–56
- Reformierte Kirche, Schwyz, 1956–58
- Schweizerische Ausstellung für Frauenarbeit (SAFFA) in Zürich 1958
- Primar- und Sekundarschulhaus, Urdorf, 1956–58
- Reformiertes kirchliches Zentrum, Zollikerberg, 1956–60
- Überbauung Rietholz, Zollikerberg, 1959–61
- Reformierte Kirche, Göschenen, 1961
- Schülerheim Heimgarten, Bülach, 1961–65
- Friedhof Eichbühl, Zürich-Altstetten 1968
- Hotel Atlantis, Zürich, 1968–70
- Neuer Botanischer Garten, Zürich 1977
- Heilpadagogische Schule, Küsnacht, 1973–74
- Sporthotel Stoos, 1975–76
- Völkerkundemuseum der Universität Zürich, 1977–79
- Kurhotel, Bad Zurzach, 1981
- Schweizer Botschaft in Brasília 1985
- Friedhof Doerndler, Regensdorf 1988
- Parkhotel, Bad Zurzach, 1985–87